# Alberto Pacheco Balmaceda
Alberto Pacheco (Barranquilla, 23 de junio de 1935-Valledupar, 29 de septiembre de 1983) fue un acordeonero, compositor y cantante colombiano.

## Biografía
Nacido en Barranquilla, se estableció en Valledupar, donde desarrolló su actividad musical. Su padre fue Néstor Pacheco, su madre, Rosa Balmaceda. Alberto nació en la calle Sello, entre Progreso y La Paz de Barranquilla.
Sus conocimientos musicales fueron iniciados por su madre, una pianista que lo enseñó a tocar guitarra. El barranquillero José María Peñaranda le enseñó a tocar acordeón.
Contrajo matrimonio con Amira Callejas con quien tuvo cinco hijos: Yenny, Alberto, Amira, Néstor y Rosa María. Posteriormente vivió con Gladys Depauliz Márquez con quien tuvo cuatro hijos, William, Rafael, Alberto y Orlando Pacheco Depauliz.
En 1963 estuvo en México en un encuentro musical iberoamericano, y a su regreso conformó en Bogotá, con Pedro García, el conjunto Los Universitarios. Grabó para sellos disqueros, como Sonolux y Orbe.
En su desarrollo musical contribuyó el haber hecho parte del Ballet Folclórico Delia Zapata Olivella, con el que recorrió varios países del mundo actuando como acordeonero. Perteneció durante un tiempo al Ballet de Colombia de Sonia Osorio, como acordeonero.
Murió de un infarto cardíaco el 29 de septiembre de 1983; venía afectado de cirrosis hepática por su afición al alcohol en los últimos años.

## Obra
Fue elegido Rey profesional en el IV Festival de la Leyenda Vallenata el 1 de mayo de 1971.
Entre sus temas se destacan: “Francisco El Hombre”, “Señores, yo soy el hombre”, “Contestación Festival vallenato”, “Viejo Valledupar” (considerado a través de los años, un himno folclórico en la capital del departamento de Cesar, Valledupar), entre otros.
Como músico, tuvo las agrupaciones: Alberto Pacheco y su conjunto; Los Cumbiamberos de Pacheco, y Alberto Pacheco y su trío vallenato. También integró las agrupaciones Bovea y sus Vallenatos, y Los campesinos del Magdalena, entre otras.

## Rey Vallenato 1971
El 1 de mayo de 1971, Alberto Pacheco fue elegido Rey profesional en el IV Festival de la Leyenda Vallenata, por delante de “El pollo vallenato” Luis Enrique Martínez; en tercer lugar quedó Emiliano Alcides Zuleta Díaz, hijo de Emiliano Zuleta Baquero. El jurado que lo eligió ganador estuvo conformado por José Barros, Alejo Durán, Antonio María Peñaloza (compositor, arreglista y trompetista que adquirió éxito con el arreglo en ritmo de garabato de "Te Olvidé", poema del español Mariano San Ildefonso, considerado himno del carnaval de Barranquilla), Alberto Méndez y Colacho Mendoza, quien remplazó a Aldolfo Pacheco, compositor sanjacintero que no llegó a Valledupar. El barranquillero marcó historia en el Festival Vallenato por provenir de una tierra más ligada a los ritmos tropicales que al folclor vallenato. 
El gran derrotado en ese certamen fue Luis Enrique Martínez, quien al final tuvo desaciertos en la interpretación de una puya, siendo ampliamente superado por Alberto Pacheco. Por eso hasta su compadre y amigo, Alejo Durán, votó en su contra, explicó Julio Oñate.

## Legado
El fonsequero Luis Francisco Mendoza compuso una canción en la que afirmaba que hubo mejores que Pacheco en ese festival, y que el ganador debió ser Luis Enrique Martínez. Nelson Henríquez grabó el tema “Festival vallenato”, que tuvo su mejor aceptación en Barranquilla, al punto que en 1973 ganó su primer Congo de Oro en el carnaval de Barranquilla, interpretándolo en el coliseo cubierto Humberto Perea.